# Cloruro di cetilpiridinio
Il cloruro di cetilpiridinio è un composto chimico di formula C21H38NCl.

## Chimica
Nella sua forma pura è un solido a temperatura ambiente. Ha un punto di fusione di 77 °C quando anidro o 80–83 °C come monoidrato. È solubile in acqua ma insolubile in acetone, acido acetico o etanolo. Ha un odore simile alla piridina. È combustibile. Le sue soluzioni concentrate sono distruttive per le mucose. La sua concentrazione micellare critica (CMC) è ~ 0,0009-0,0011 M ed è fortemente dipendente dalla concentrazione salina della soluzione.
Alcuni prodotti analoghi sono invece costituiti con il sale di bromo, il bromuro di cetilpiridinio, le cui proprietà sono praticamente identiche.

## Farmacologia

### Effetto del composto ed usi clinici
Può essere contenuto nel dentifricio o nel collutorio; è stato infatti dimostrato che possiede proprietà antisettiche ed aiuta ad eliminare la placca batterica e a ridurre il rischio di gengivite.

### Effetti collaterali

#### Colorazione dei denti
Il cloruro di cetilpiridinio è noto per causare la colorazione dei denti in circa il 3% degli utenti. Crest ha notato che questa colorazione è in realtà un'indicazione che il prodotto funziona come previsto, poiché le macchie sono il risultato della morte dei batteri sui denti.  Crest ha dichiarato che a causa della bassa incidenza di colorazione, non è stato necessario etichettare il collutorio Pro-Health come un potenziale coloratore dei denti.  Tuttavia, dopo numerose denunce e un'azione legale, che è stata successivamente respinta, il collutorio ora contiene un'etichetta che avverte i consumatori della possibilità che esso possa macchiare i denti,

## Tossicità
L'LD50 del cloruro di cetilpiridinio è 30 mg/kg nei ratti e 36 mg/kg nei conigli quando la sostanza chimica è somministrata per via endovenosa, ma 200 mg/kg nei ratti, 400 mg/kg nei conigli e 108 mg/kg nei topi per via orale.